# خوسو أوروتيا
خوسو أوروتيا (بالإسبانية: Josu Urrutia) هو لاعب كرة قدم إسباني في مركز لاعب ارتكاز ‏، ولد في 10 أبريل 1968 في ليكيايتايو في إسبانيا. شارك مع منتخب إقليم الباسك لكرة القدم. أما مع النوادي، فقد لعب مع أتلتيك بيلباو ب وأتلتيك بيلباو.